# Cotiledó

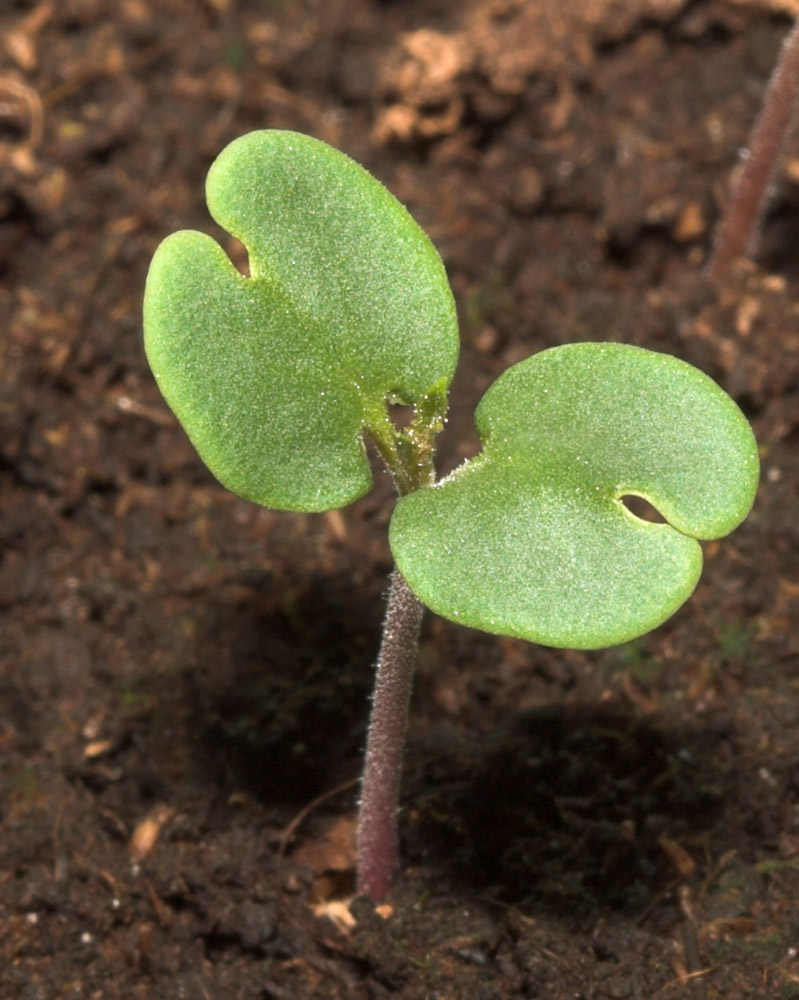
Els dos cotilèdons de Jacaranda mimosifolia

El cotiledó o cotilèdon és un conjunt de les fulles embrionàries de la planta en germinació. Són, per tant, les primeres fulles de la planta i solen ser simples i de vida curta i, generalment, de forma i mida diferents de les fulles pròpies dels estadis adults de l'espècie desenvolupada. Aquests cotilèdons tenen com a funció principal fer la digestió de les substàncies nutritives emmagatzemades en el teixit nutrici de la llavor fins que, un cop la planta ha germinat, ja realitzen la funció fotosintètica. En les lleguminoses, però, els cotilèdons actuen com a òrgan de reserva i sovint és ple i atapeït de materials nutritius que ha absorbit abans de la maduració de la llavor. Les glans i les ametlles també són exemples de com els cotilèdons es carreguen de nutrients a partir de teixits nutricis exteriors a l'embrió que arriben a desaparèixer.
Les plantes amb flor (angiospermes) es classifiquen en monocotiledònies (o liliòpsids) si tenen un cotiledó i dicotiledònies (o magnoliòpsids) si tenen dos cotilèdons a la llavor. Les gimnospermes tenen un nombre variable de cotiledons però en general és un nombre elevat.

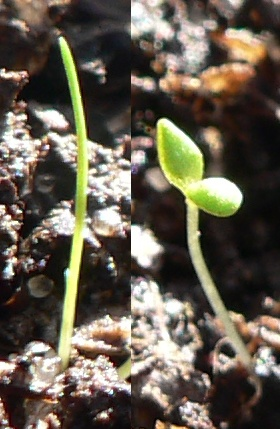
Monocotiledònia (esquerra) i dicotiledònia (dreta)

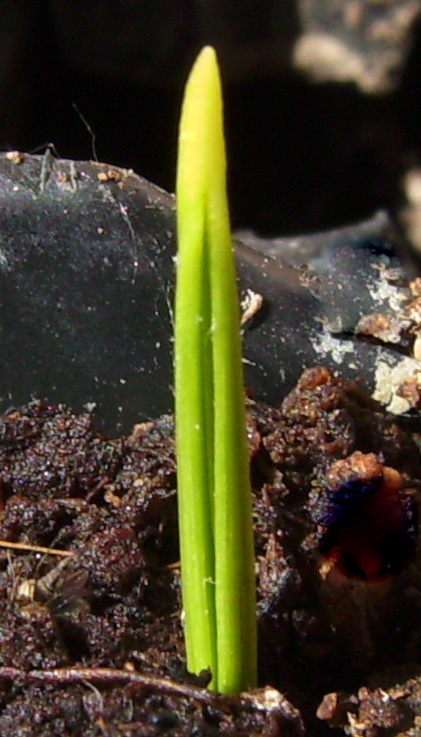
La palmera margalló és monocotiledònia
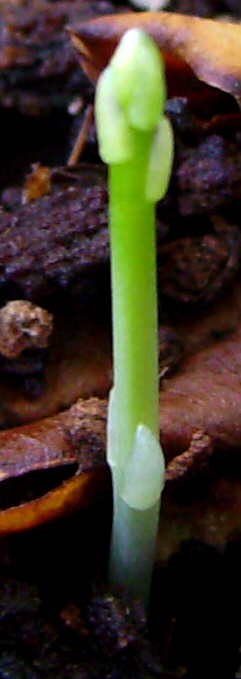
Cotilèdon d'esparreguera, també monocotiledònia
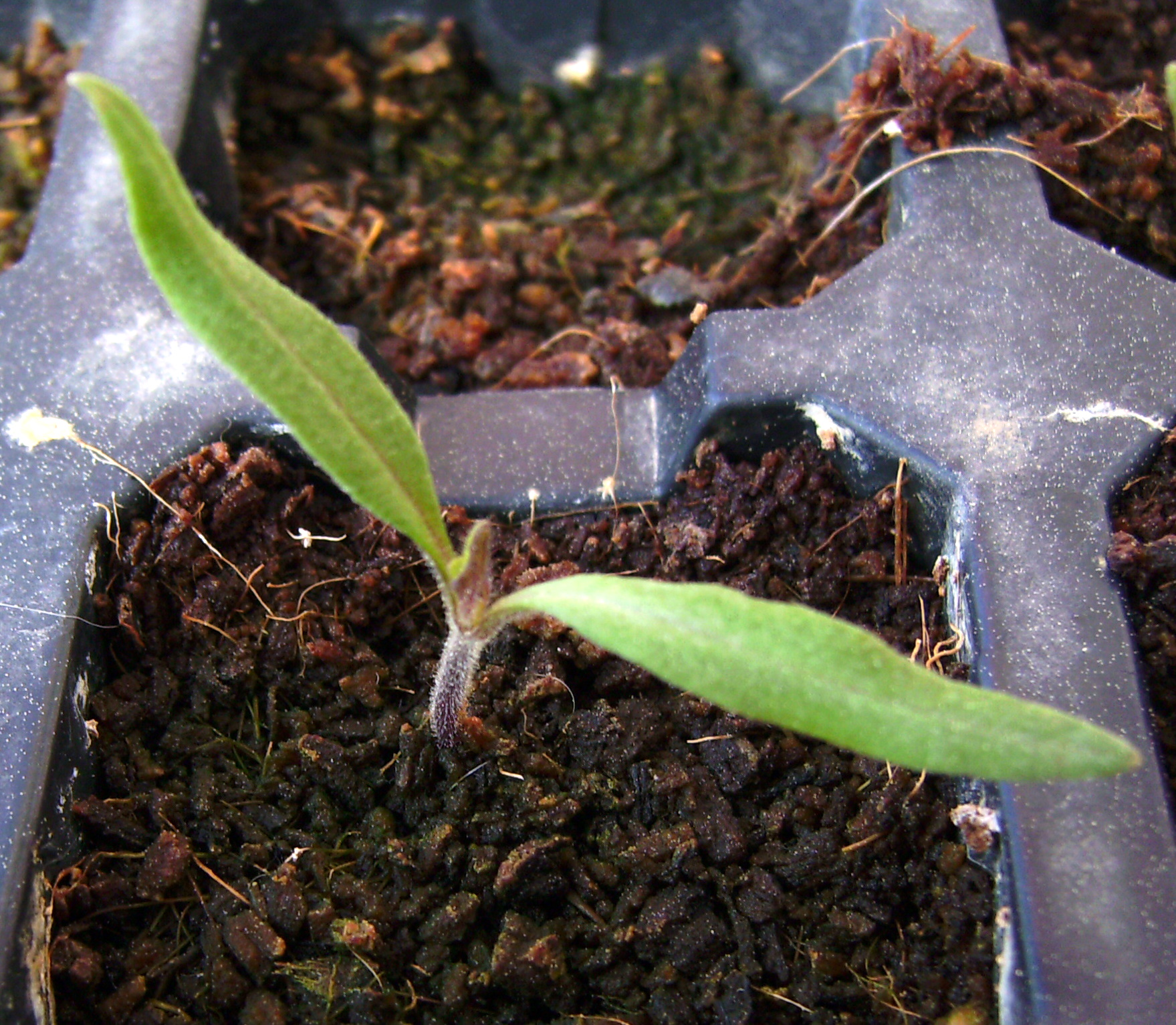
La tomaquera és dicotiledònia
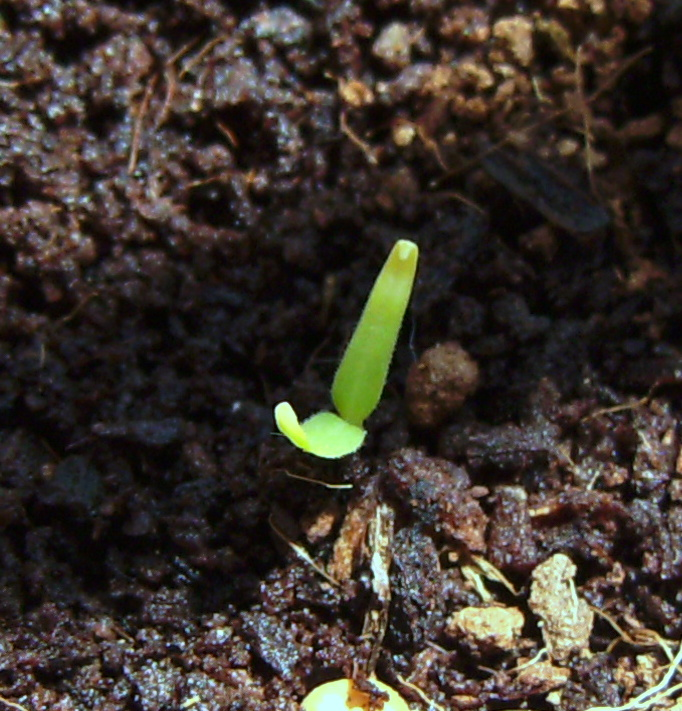
Cotilèdons d'albergínia
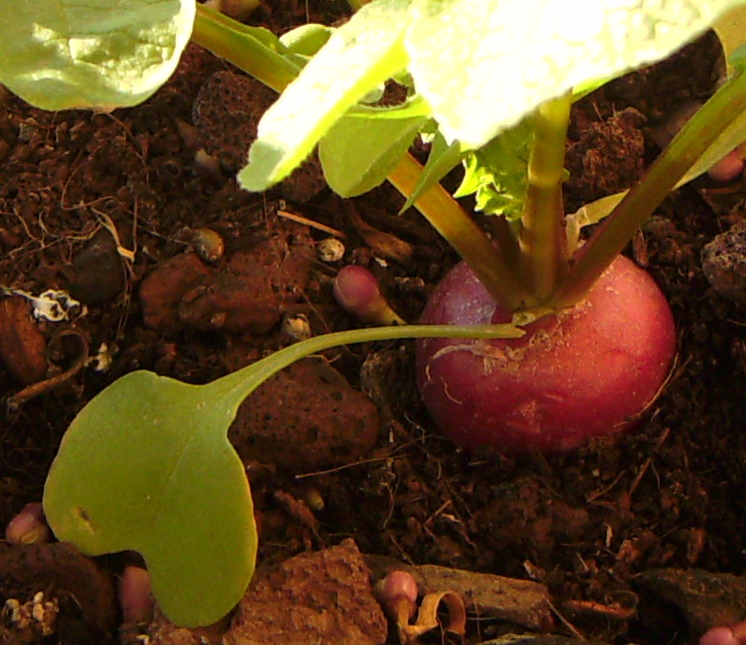
Un dels dos cotilèdons d'un ravenet, a sota a l'esquerra
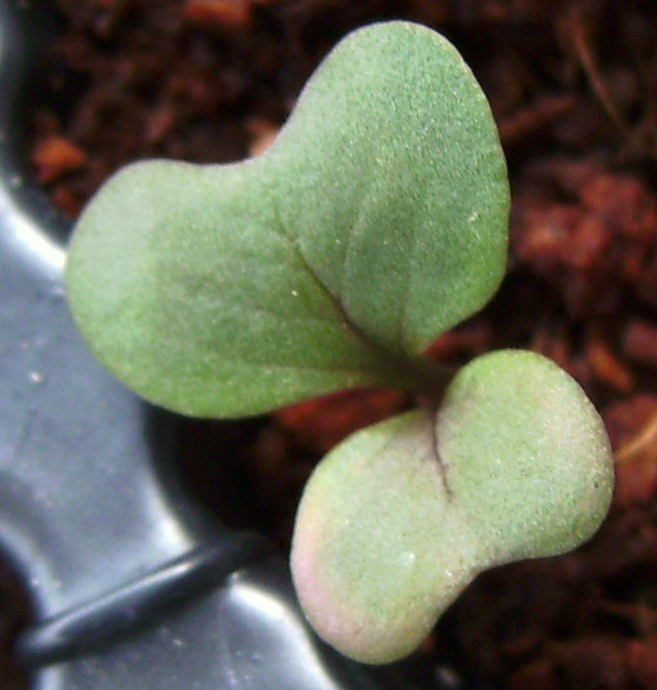
Cotilèdons de col de cabdell, idèntics als de coliflor (són de la mateixa espècie)
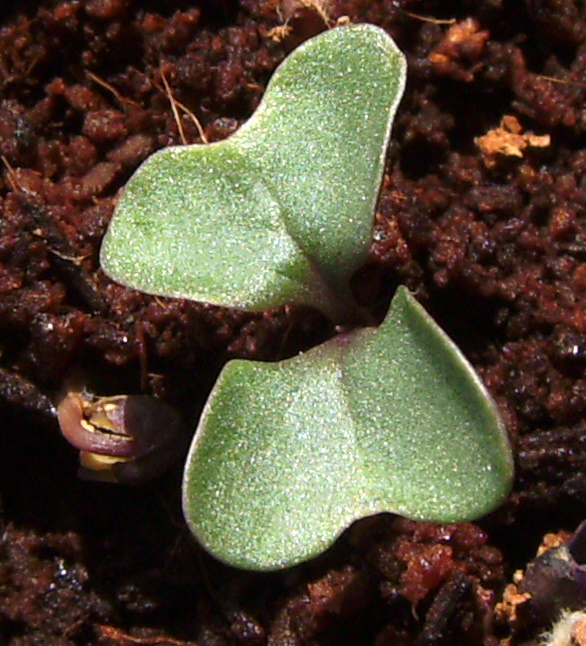
Cotilèdons de coliflor, idèntics als de col de cabdell (són de la mateixa espècie)
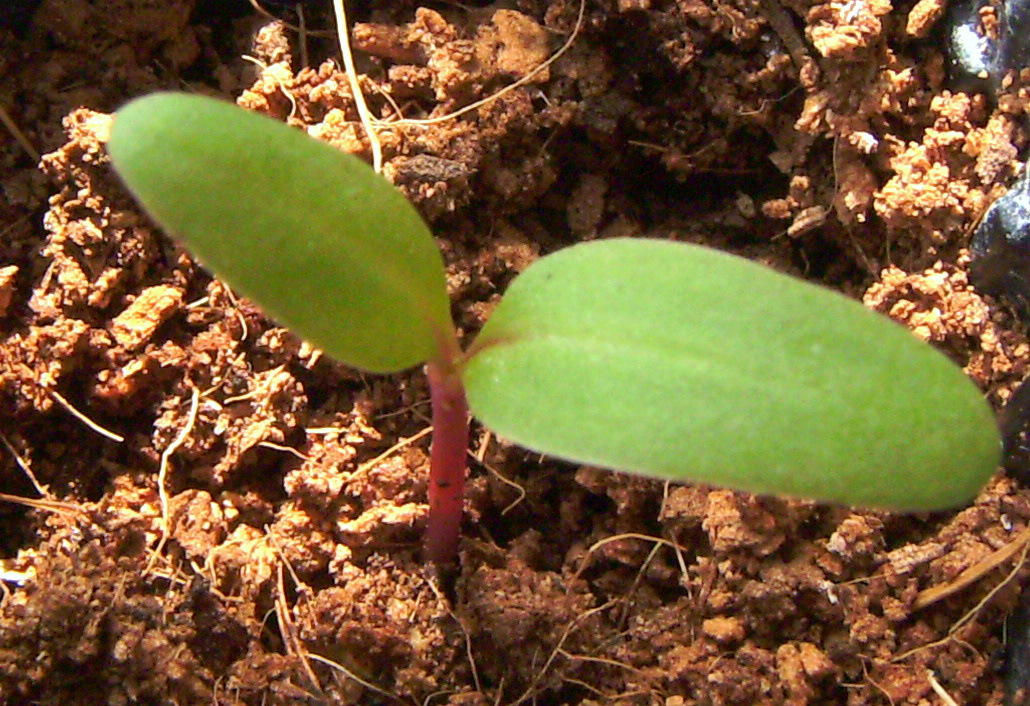
Cotilèdons de bleda
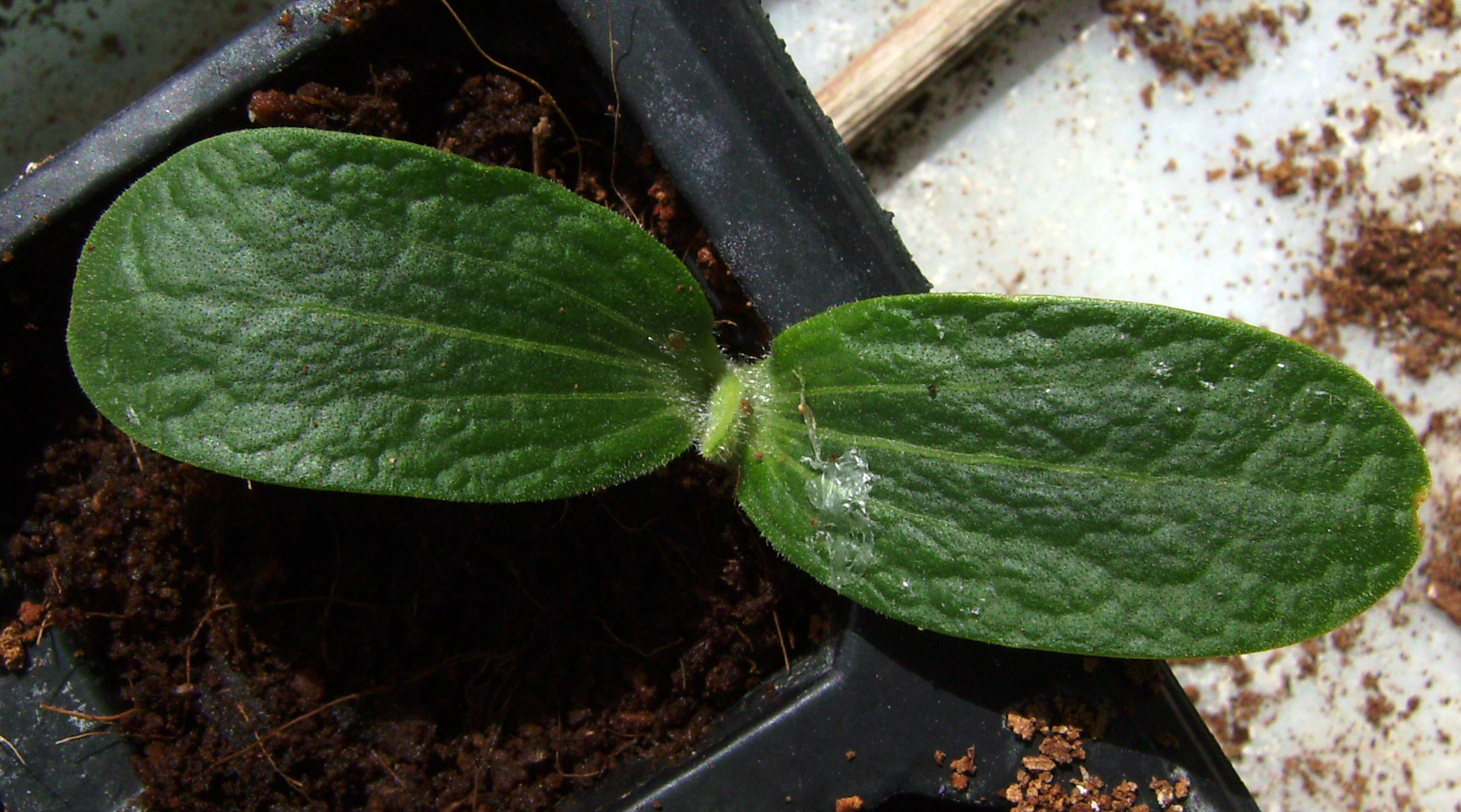
Cotilèdons de carbassó
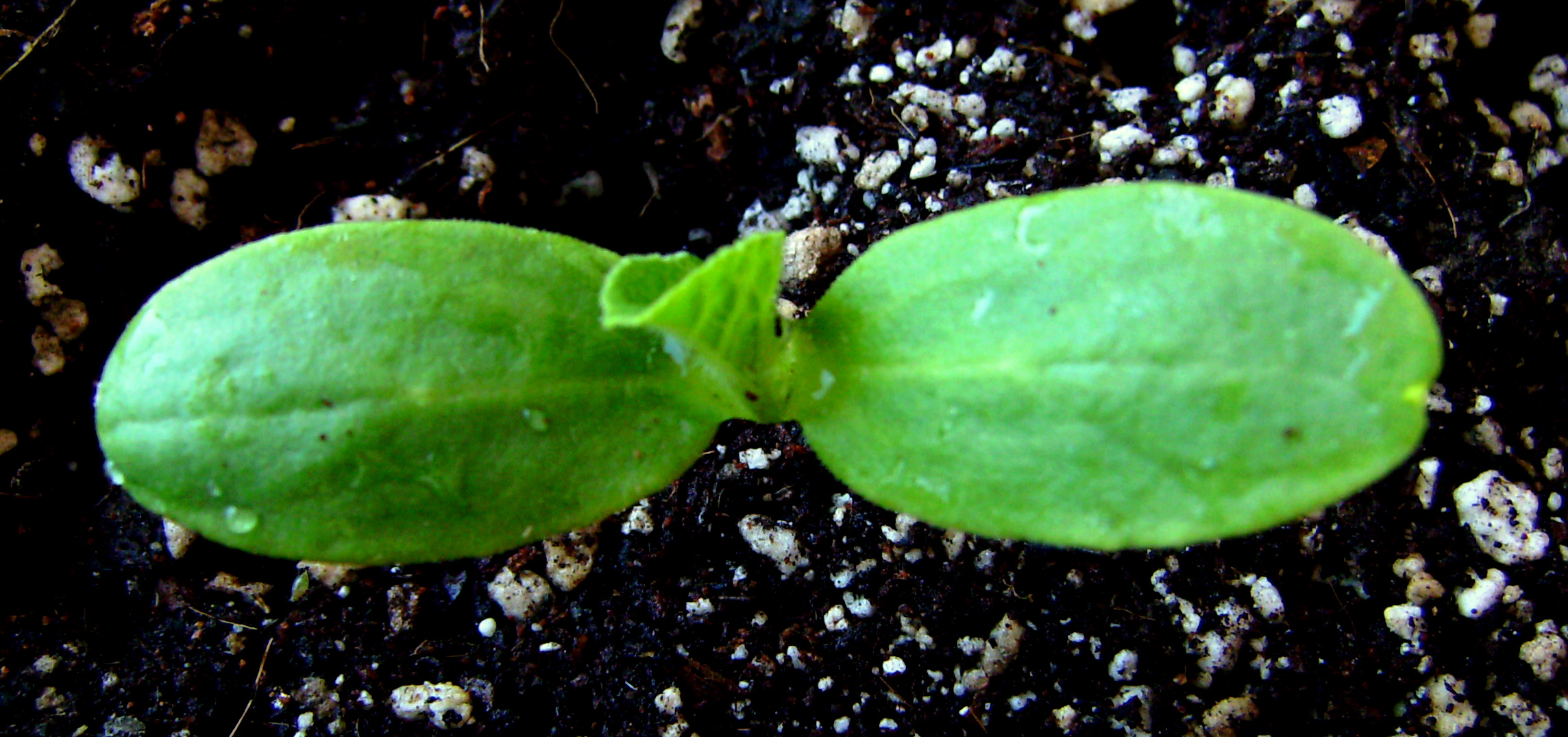
Cotilèdons de meló, més petits que els del carbassó
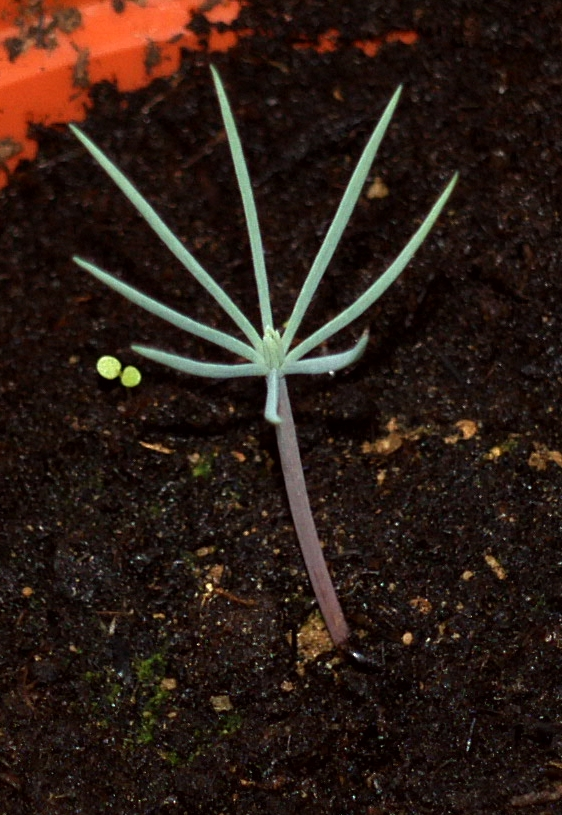
El pi blanc, que és una gimnosperma, presenta 8 cotilèdons
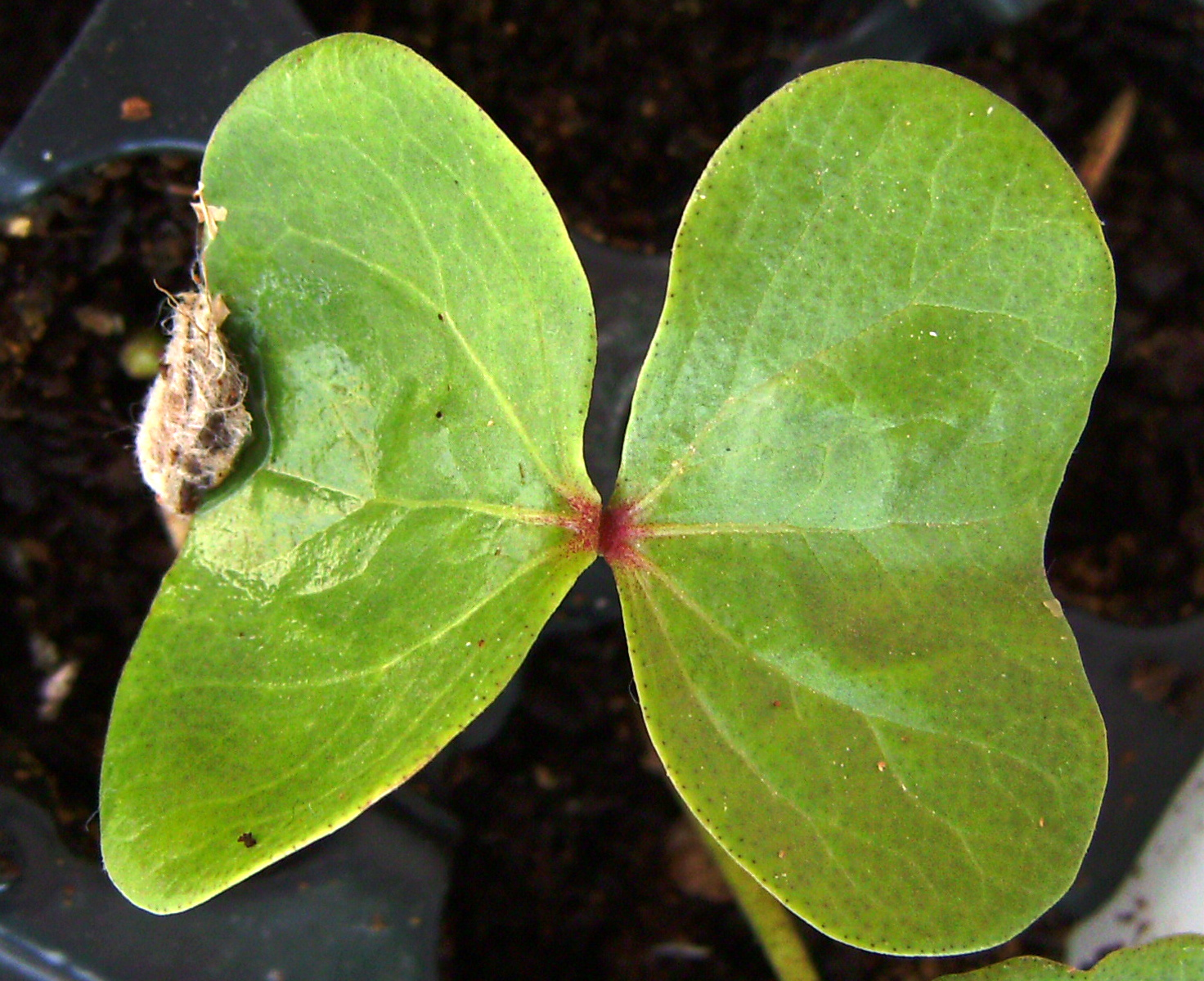
Cotilèdons de cotoner (Gossypium hirsutum) amb les restes de la llavor enganxades a la fulla de l'esquerra.
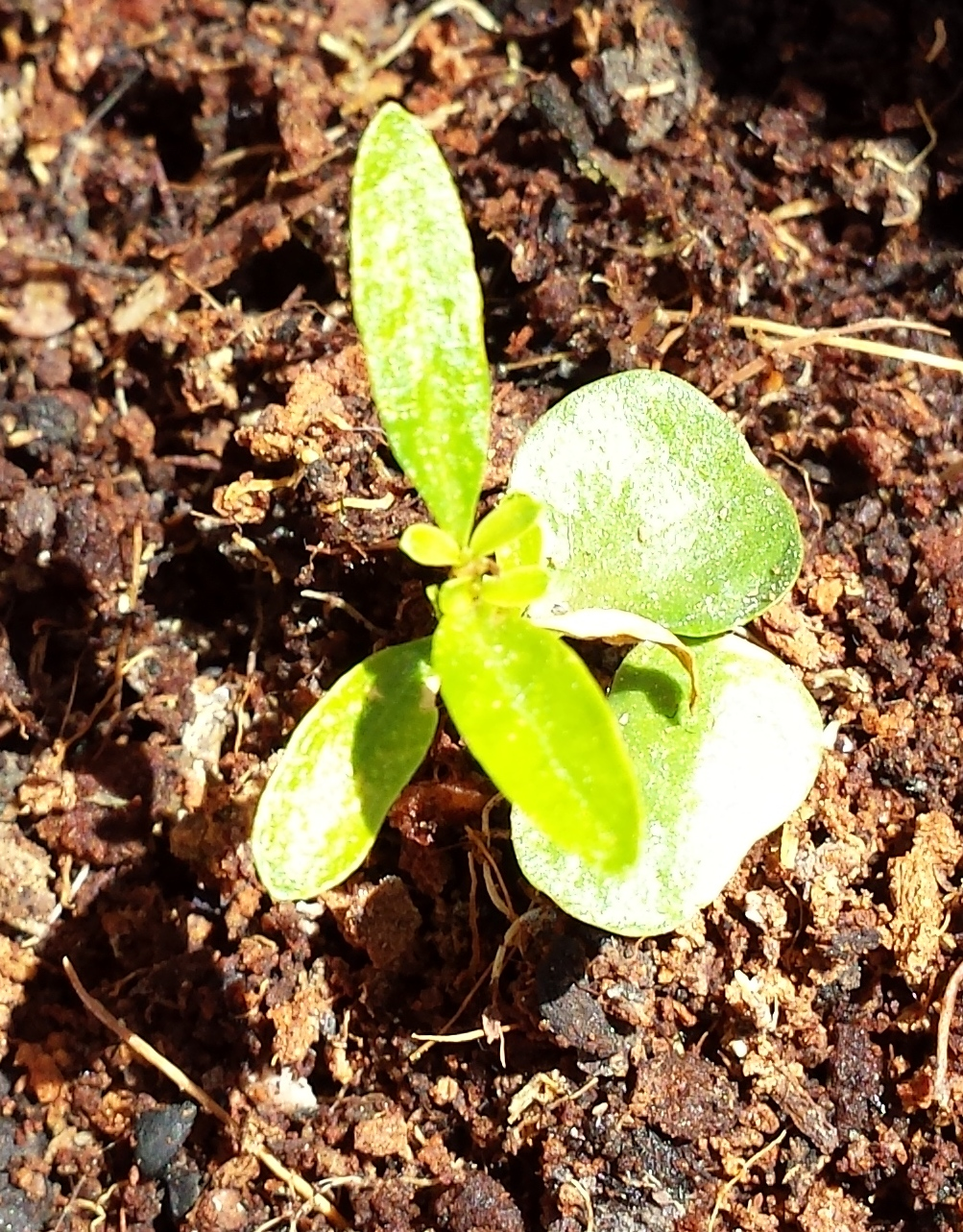
Cotilèdons arrodonits d'una plàntula d'olivera nascuda de llavor.
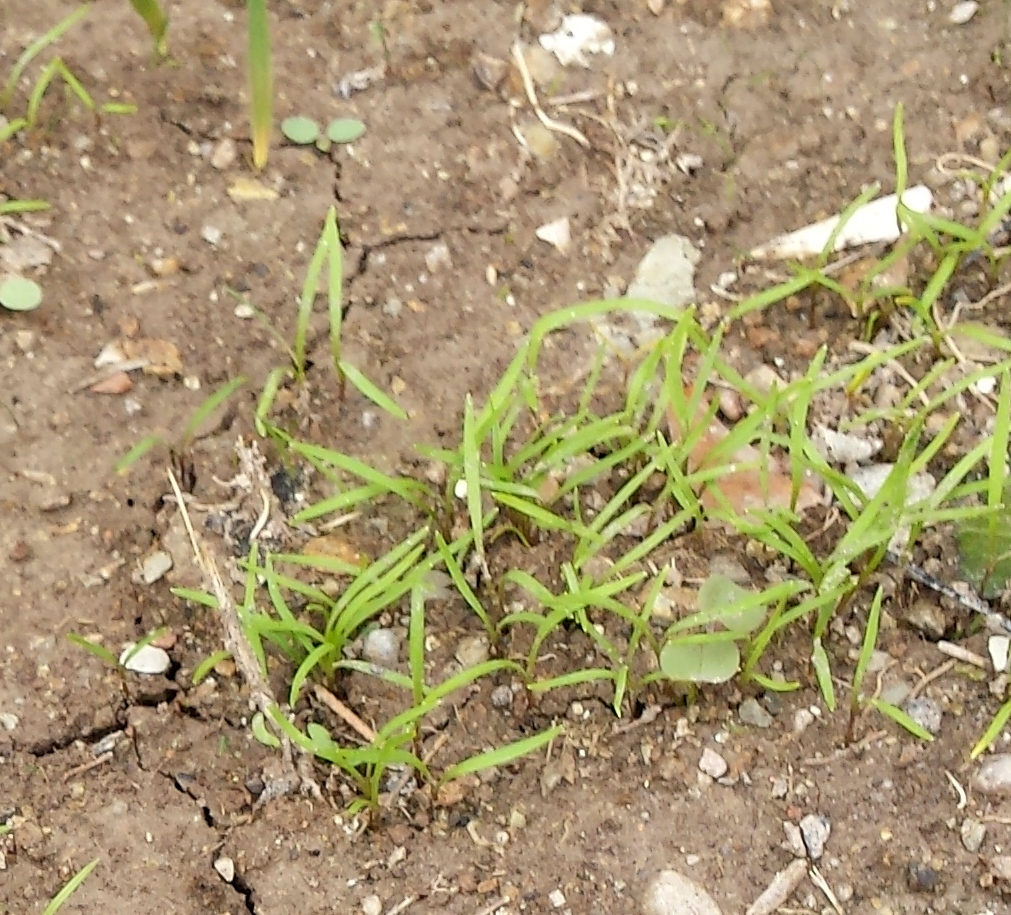
Cotilèdons de pastanaga (Daucus carota)
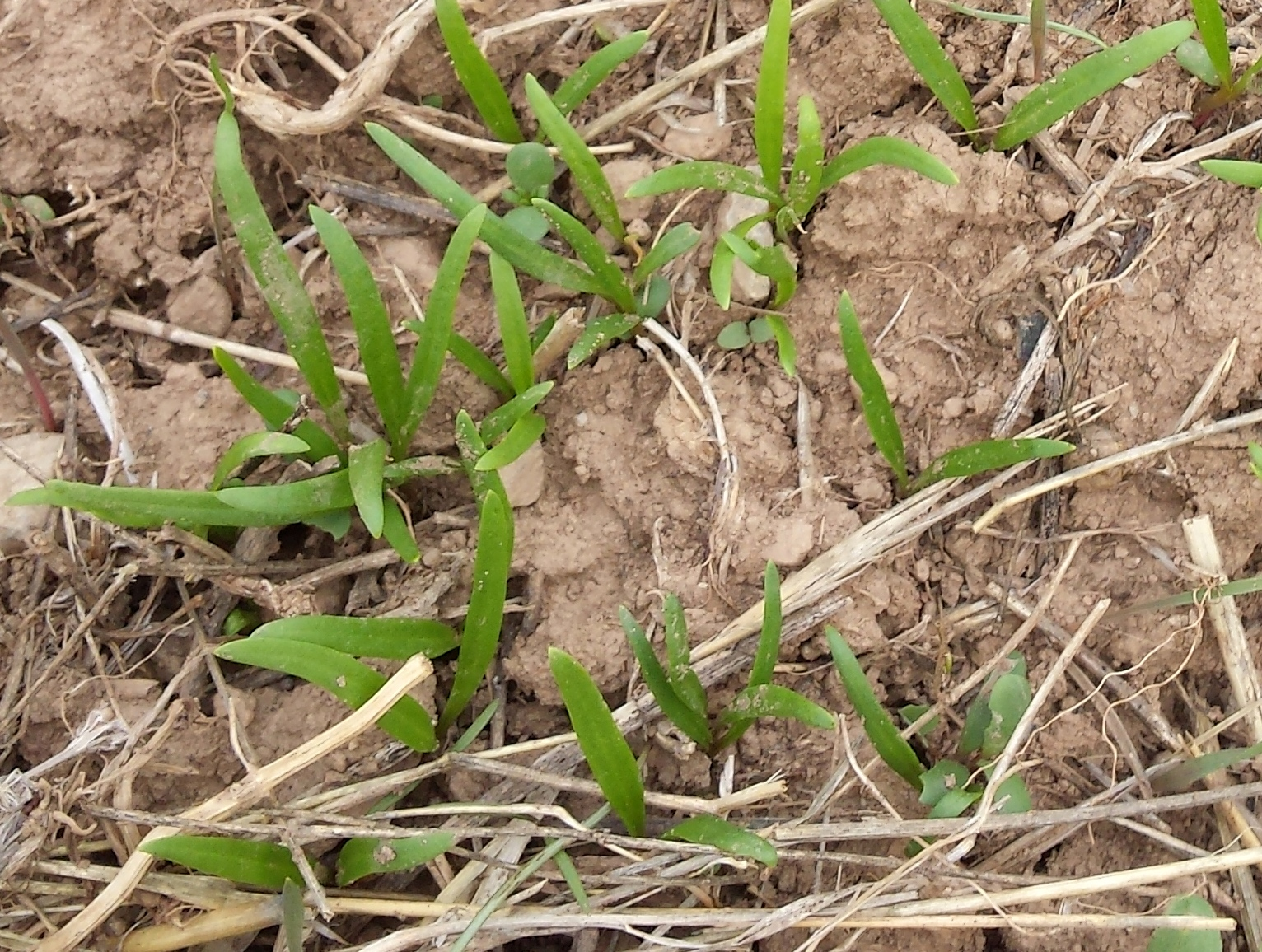
Cotilèdons d'espinac (Spinacia oleracea)